# بيل بوكنر
بيل بوكنر (بالإنجليزية: Bill Buckner) هو لاعب كرة قاعدة أمريكي، ولد في 14 ديسمبر 1949 في فاليجو في الولايات المتحدة، وتوفي في 27 مايو 2019 في بويسي في الولايات المتحدة بسبب داء جسيمات ليوي.

## وصلات خارجية
- الموقع الرسمي
- بيل بوكنر على موقع دوري كرة القاعدة الرئيسي (الإنجليزية)
- بيل بوكنر على موقعبيزبول رفرنس.كوم (الدوري الرئيسي) (الإنجليزية)
- بيل بوكنر على موقعبيزبول رفرنس.كوم (الدوري الثانوي) (الإنجليزية)
- بيل بوكنر على موقع إي إس بي إن.كوم (أم.أل.بي) (الإنجليزية)
- بيل بوكنر على موقع مشجعي الرسوم البيانية (الإنجليزية)
- بيل بوكنر على موقع الموسوعة البريطانية (الإنجليزية)
- بيل بوكنر على موقع إن إن دي بي (الإنجليزية)